# Zentralschweiz
Die Zentralschweiz oder Innerschweiz (französisch Suisse centrale, italienisch Svizzera centrale, rätoromanisch Svizra Centrala) ist eine der sieben Grossregionen der Schweiz. Sie umfasst die Kantone Luzern, Uri, Schwyz, Obwalden, Nidwalden und Zug und liegt nördlich des Alpenhauptkamms. Das städtische Zentrum ist Luzern.
Von der Zentralschweiz abzugrenzen ist das historische Gebiet der Urkantone, auch Urschweiz oder Waldstätte genannt. Dieses umfasst nur die Kantone Uri, Schwyz sowie Ob- und Nidwalden (landläufig Unterwalden).
Per 31. Dezember 2019 betrug die Einwohnerzahl 818'962. Der Ausländeranteil (gemeldete Einwohner ohne Schweizer Bürgerrecht) bezifferte sich am Stichtag auf 20,2 Prozent.

## Unterschiede zu anderen Schweizer Regionen
Die Zentralschweiz unterscheidet sich nicht nur geographisch, sondern auch geschichtlich, religiös, in der Mentalität ihrer Bewohner und politisch von den anderen Regionen. Die Zentralschweiz, vor allem die Urkantone, versteht sich als die Wiege der Eidgenossenschaft (Bundesbrief von 1291). Die Reformation vermochte hier im Gegensatz zum Mittelland nicht durchzudringen, so dass diese Kantone bis heute katholisch geblieben sind. Dadurch wurde seit der Reformation die Verbindung zu den unmittelbar anschliessenden Teilen des Mittellandes eingeschränkt. Das Gefühl der Isolation wurde durch die Religionskriege des 17. Jahrhunderts noch verstärkt.
Im 19. Jahrhundert wehrten sich die Innerschweizer Kantone erbittert gegen die Errichtung des Bundesstaats der modernen Eidgenossenschaft und wollten am herkömmlichen, lockeren Staatenbund mit einer starken Stellung der katholischen Kirche festhalten. Dies gipfelte im gegenseitigen Abkommen des Sonderbundes, dessen von den liberalen Kantonen verfügte Auflösung 1847 sogar zu einem Bürgerkrieg führte. Diesen Sonderbundskrieg verloren die in starker Unterzahl kämpfenden Innerschweizer Kantone nach wenigen Wochen.
Auch das neue liberale Gedankengut mit den Grundrechten vermochte sich vor allem in den Urschweizer Kantonen Uri, Schwyz sowie Ob- und Nidwalden nur schwer durchzusetzen. Das Extrembeispiel hier gibt wohl Nidwalden ab, das sich 1815 sogar weigerte, dem von konservativen Kräften nach dem Sturz Napoleons wiederhergestellten alten Staatenbund beizutreten, und von konservativen eidgenössischen Truppen dazu gezwungen werden musste. Während die Pariser Julirevolution von 1830 auf die meisten Schweizer Kantone so abfärbte, dass die aristokratischen oder zünftischen Regimes endgültig durch bürgerliche Verfassungen und Regierungen ersetzt wurden, hinterliess dieses Datum zumindest in den Urschweizer Kantonen keinerlei nachhaltige Spuren. Noch 1844 verbot die konservative Nidwaldner Regierung ohne Konsequenzen das Presseorgan der minoritären liberalen Opposition. Der Kanton Uri wiederum erhielt erst 1850, also nach der Bundesstaatsgründung, seine erste liberale Verfassung überhaupt.
In der Folge wurde die Zentralschweiz die Hochburg der föderalistisch und katholisch ausgerichteten «Katholisch-Konservativen», ab 1970 unter dem Parteinamen «CVP» und ab 2021 als «Die Mitte». Die siegreichen liberalen Kantone betrachteten die Innerschweizer als unsichere Kantonisten und schlossen diese weitgehend von der Errichtung des modernen Staatswesens aus. Die Katholisch-Konservativen gingen ihrerseits ins sogenannte «Ghetto». Dieser Gegensatz kam erstmals 1848 zum Ausdruck, als die Bundesversammlung die Hauptstadt des neuen Staates nicht im zentral gelegenen Luzern, sondern in Bern einrichtete (siehe auch: Hauptstadtfrage der Schweiz). Die Einbindung der Zentralschweiz gelang erst in der zweiten Hälfte des 19. Jahrhunderts, als durch die Einrichtung der (halb-)direkten Demokratie die in Bern herrschenden Kreise zunehmend Kompromisse mit den Gegnern eingehen mussten und mit Josef Zemp 1891 erstmals ein von diesen anerkannter Repräsentant der Zentralschweiz in den Bundesrat einzog.
In den letzten Jahrzehnten des 20. Jahrhunderts hat sich der konfessionelle Gegensatz zur übrigen Schweiz gemildert. Gleichzeitig entstanden wirtschaftliche Gräben, da besonders die Kantone Zug, Schwyz und Nidwalden sich zu reichen Steueroasen entwickelten, während vor allem Obwalden und Uri den wirtschaftlichen Anschluss verloren. Dennoch bildete die konservativ gebliebene Zentralschweiz – vor allem der Kanton Schwyz – verstärkt das Zentrum der «Neinsager», die allen politischen und gesellschaftlichen Öffnungstendenzen scharf ablehnend gegenüberstanden und mit ihren jeweils fünf ablehnenden Standesstimmen bei Volksabstimmungen trotz der geringen Bevölkerungszahl manche eidgenössische Vorlage verwarfen.

## Mittelpunkt der Zentralschweiz
In der Schweiz wurden für das ganze Land und die einzelnen Kantone geografische Mittelpunkte berechnet: Mittelpunkt der Schweiz und Mittelpunkte der Kantone. Bisher sind keine Mittelpunkte der Grossregionen bekannt mit Ausnahme des Mittelpunkts der Zentralschweiz (Karte Mittelpunkte der Kantone, der Zentral- und der gesamten Schweiz). Geosuisse (Schweizerischer Verband für Geomatik und Landmanagement) hat im Jahr 2006 im Rahmen eines Jubiläumsanlasses den Mittelpunkt der Zentralschweiz berechnet und diesen im Gelände markiert. Grund dazu war einerseits, dass die vollständige Vermessung der Zentralschweiz abgeschlossen wurde, welche eine Berechnung erst ermöglichte. Andererseits dürfte auch die oben beschriebene, besondere Bedeutung der Zentralschweiz als Grossregion eine Rolle gespielt haben, dass Geosuisse für die Zentralschweiz überhaupt eine Berechnung durchgeführt hat.
Der Mittelpunkt der Zentralschweiz liegt auf dem Gebiet der Gemeinde Buochs etwas südlich der Autobahn am Nordhang des Buochserhorns und 108 m nordöstlich des Wasserreservoirs Rübimattli. Auf dem Dach dieses Reservoirs befindet sich ein Aussichtspunkt mit Infotafel und Infostein zum Mittelpunkt der Zentralschweiz (vgl. Bilder). Die auf der Infotafel angegebenen Landeskoordinaten (Ost 674 690, Nord 202 320) entsprechen der Lage des Wasserreservoirs () und nicht der Lage des effektiven Mittelpunktes der Zentralschweiz (Ost 2’674’778.694 und Nord 1’202’382.837) (). Der Mittelpunkt der Zentralschweiz wurde als Lagefixpunkt (LFP3) vermarkt und ist in der amtlichen Vermessung kartiert.
Der Nidwaldner Zentrumsweg, eine lokale Wanderroute, passiert den Mittelpunkt der Zentralschweiz.